# آراکل موسیسیان
آراکل آبراهامی موسیسیان (ارمنی: Առաքել Աբրահամի Մովսիսյան؛ با نام مستعار ارمنی: Շմայս؛ زادهٔ ۱۹۶۶) یک سیاستمدار اهل ارمنستان است که از تاریخ ۲۰۰۳ تا تاریخ ۲۰۱۷ سمت نمایندگی  دوره‌های سوم تا پنجم مجلس ملی جمهوری ارمنستان را برعهده داشت.

## زندگی‌نامه
در ۲۰ اوت ۱۹۶۶ در واغارشاپات به دنیا آمد و از دانشگاه آرتساخ فارغ‌التحصیل شد. 